# Respighi (cràter)
Respighi és un petit cràter d'impacte que es localitza al sud-est del cràter Dubyago, prop del terminador oriental de la Lluna. A l'est hi ha el cràter Liouville, de grandària comparable.

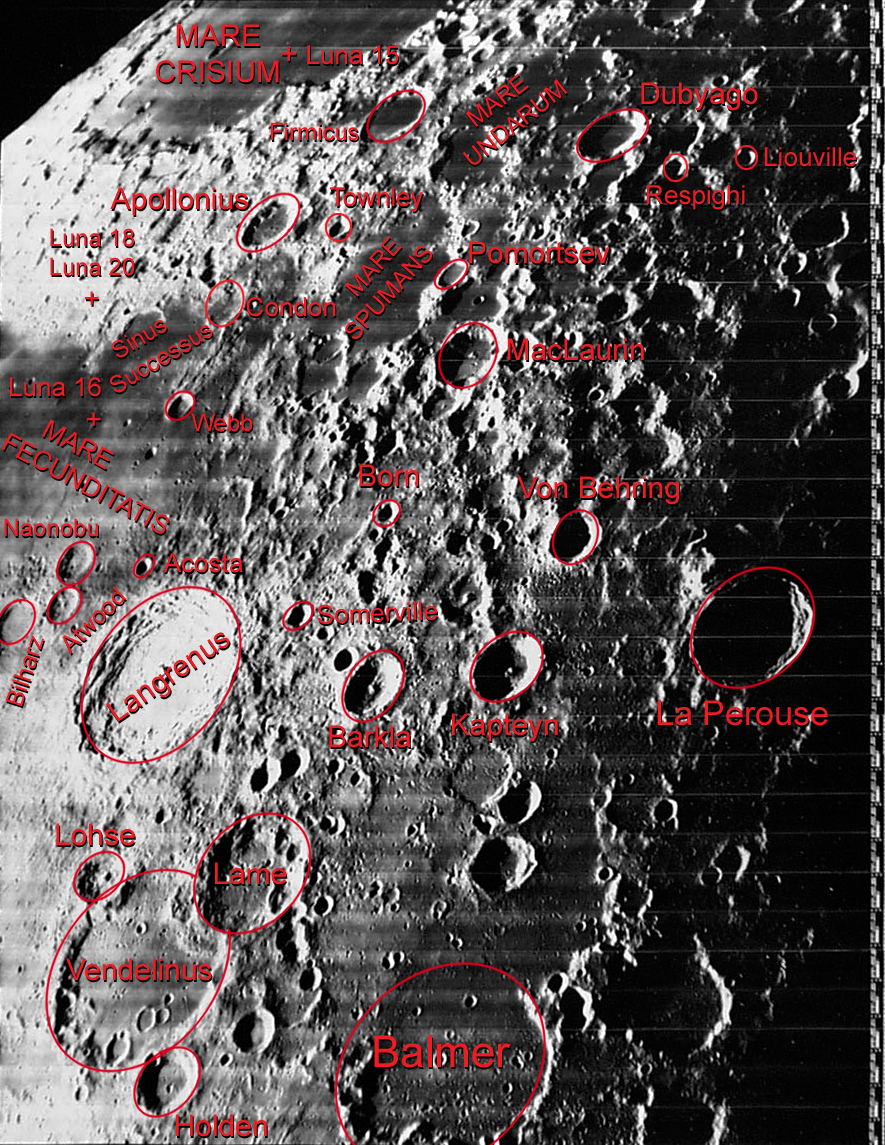
Localització de Respighi (centre del quadrant superior dret de la imatge)
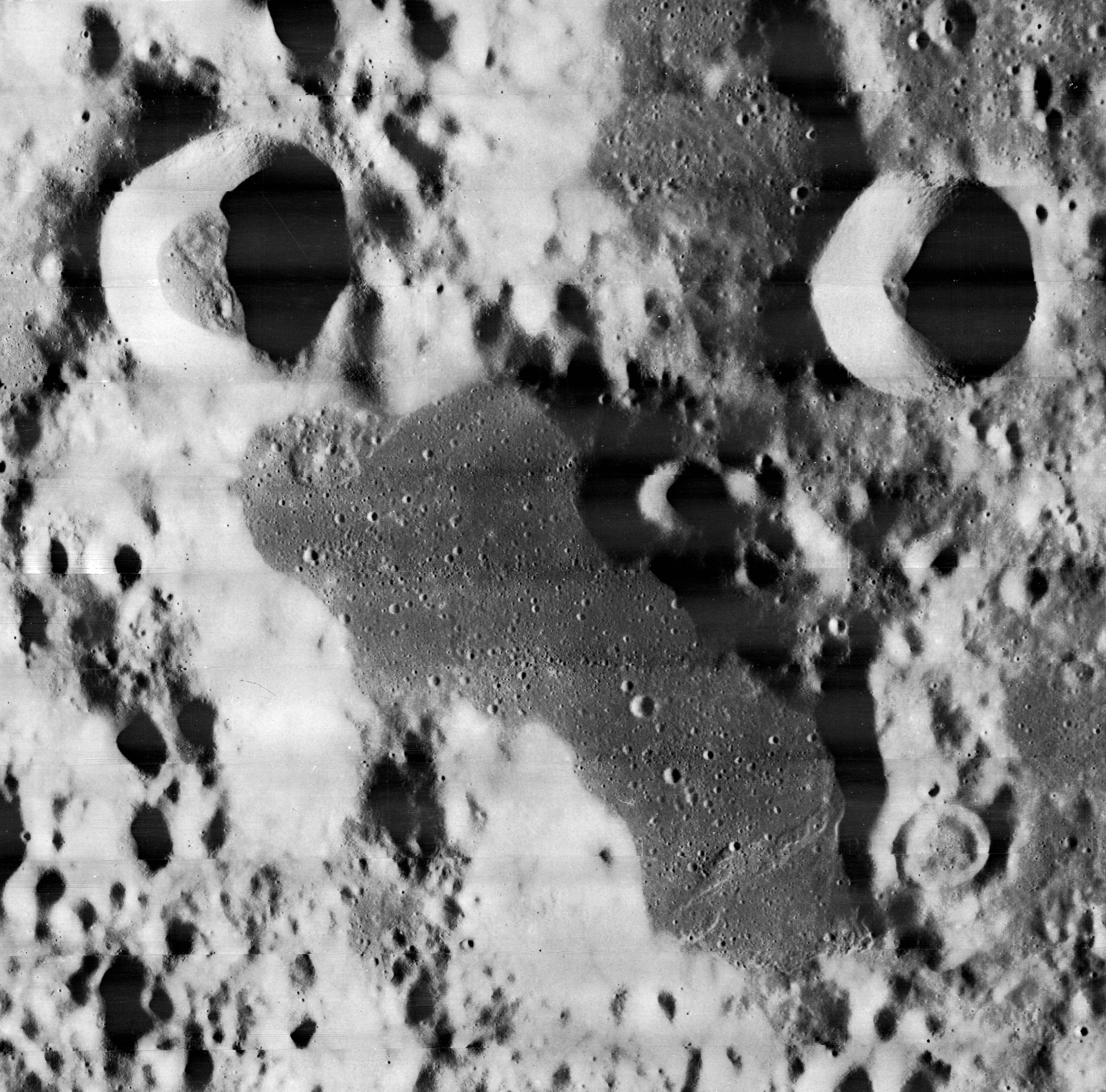
Els cràters Respighi (a dalt esquerra) i Liouville (a dalt dreta) des del Lunar Orbiter 1. La vall fosca de la meitat inferior és coneguda com Schubert N.

És un cràter circular amb parets interiors que descendeixen suaument fins al sòl central relativament més fosc (d'inferior albedo). La vora no ha patit erosió significativa per impactes posteriors, tot i que presenta una secció més superficial a sud. Al costat de la vora sud d'aquest cràter es troba Dubyago B, una formació que té l'aparença de dos o més cràters fusionats amb un sòl fosc inundat de lava que s'allarga cap al sud-est.
El cràter deu el seu nom a Lorenzo Respighi (1824-1889), matemàtic i astrònom italià.